# Ashwood (Maury County, Tennessee)
Ashwood ist ein gemeindefreies Gebiet in Maury County, Tennessee.

## Geographie
Das Gebiet liegt etwa 9,5 Kilometer südwestlich von der Hauptstadt des Countys Columbia.

## Bevölkerung
2014 hatte das Gebiet 47.212 Einwohner.

## Klima
Ashwood liegt in der immerfeuchten subtropischen Klimazone. Die durchschnittliche Jahreshöchsttemperatur beträgt 32 Grad Celsius im Juli und die durchschnittliche Jahrestiefsttemperatur im Januar 8 Grad Celsius. Die durchschnittliche Jahrestemperatur beträgt 18,5 Grad Celsius bei hoher Luftfeuchtigkeit. Diese liegt das ganze Jahr über zwischen 80 % (vormittags) und 50 % (nachmittags).

## Geschichte
Den Namen erhielt das Gebiet von dem ehemaligen Herrenhaus Ashwood Hall, gegründet von der Familie Polk. Von 1841 bis 1956 gab es dort eine Poststation, die ebenfalls den Namen „Ashwood“ trug. Im 18. Jahrhundert gab es in dem Gebiet eine Getreidemühle, eine Hanffabrik, ein Sägewerk und andere Unternehmen der Familie Polk.